# Alloglossidium macrobdellensis
Alloglossidium macrobdellensis är en plattmaskart. Alloglossidium macrobdellensis ingår i släktet Alloglossidium och familjen Macroderoididae. Inga underarter finns listade i Catalogue of Life.